# NGC 3107
NGC 3107 je galaksija u zviježđu Lavu.

## Vanjske poveznice
- SEDS: NGC 3107